# Desastre del puente Tasman
El desastre del puente Tasman se produjo la tarde del 5 de enero de 1975, en Hobart, capital del estado insular australiano de Tasmania, cuando el granelero Lake Illawarra, que viajaba río arriba por el río Derwent, chocó contra varias torres del puente Tasman y provocó un gran sección de la plataforma del puente colapsara sobre el barco y cayera al río. Murieron doce personas, entre ellas siete tripulantes a bordo del Lake Illawarra, y los cinco ocupantes de los cuatro coches que cayeron desde una altura de 45 metros (49,2 yd) después de salir del puente. Hobart quedó aislada de sus suburbios del este y la pérdida de la conexión por carretera tuvo un gran impacto social. El capitán del barco fue sancionado oficialmente por falta de atención y por no manejar su barco como un marinero.

## Colisión y colapso

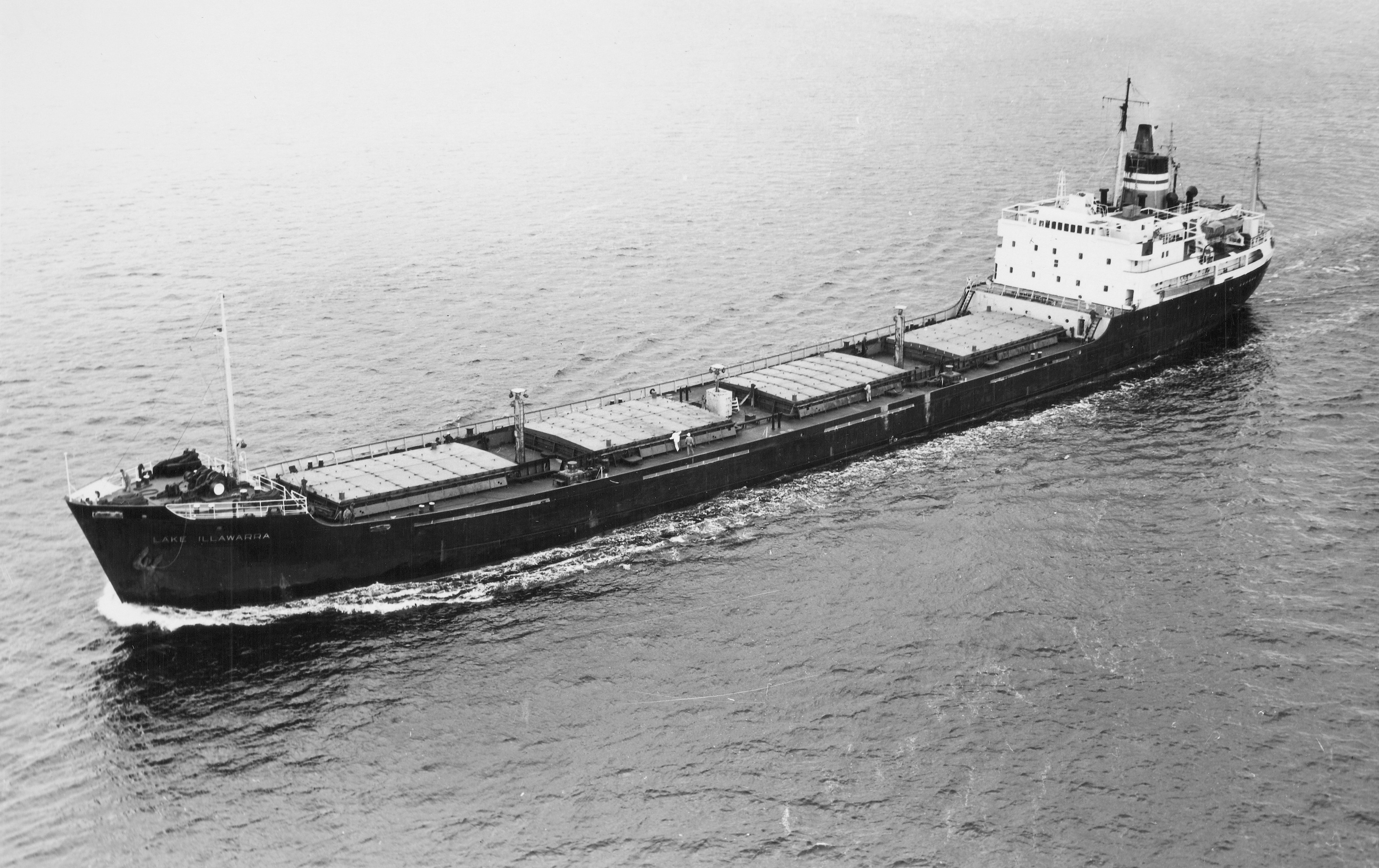
El granelero SS Lake Illawarra chocó contra el puente y se hundió, murieron 12 personas. Su pecio permanece hundido en la zona, es lo suficientemente profundo como para no representar un peligro para la navegación.

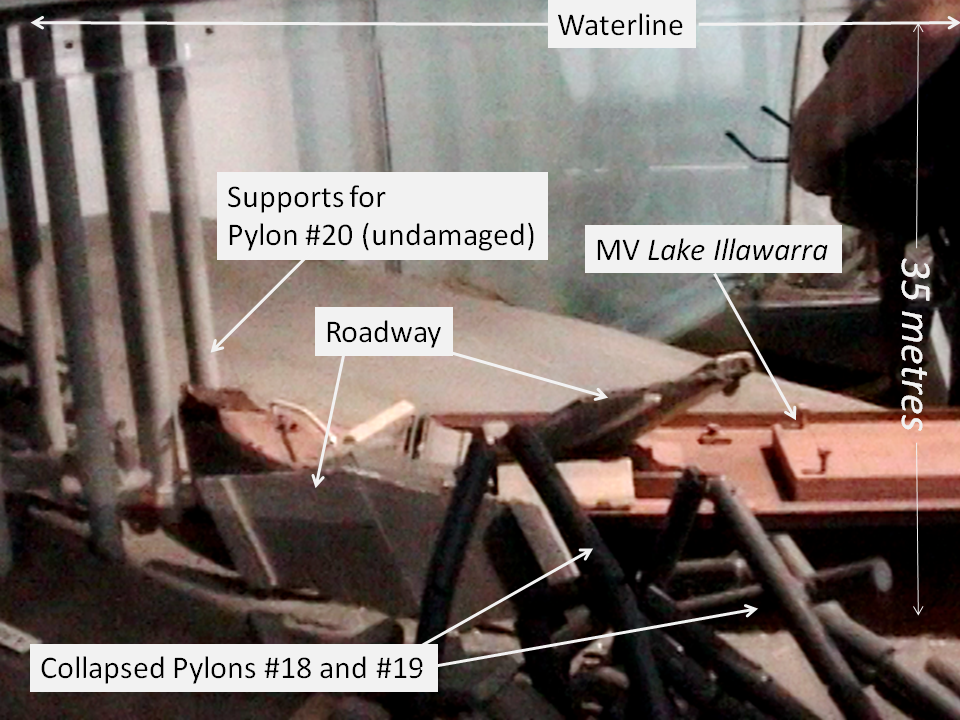
Maqueta que muestra la escena en el fondo del río Derwent.

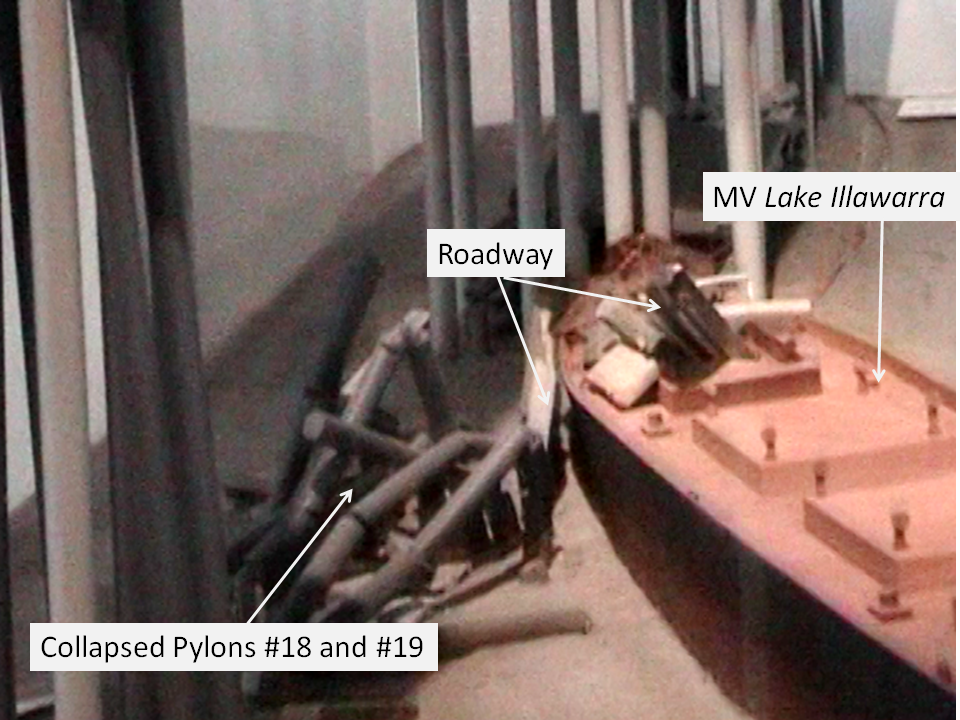

La colisión ocurrió a las 9:27 pm, hora de verano del este de Australia (UTC+11:00), el domingo 5 de enero de 1975. El granelero Lake Illawarra, que transportaba unas 10 000 toneladas de concentrado de mineral de zinc, se dirigía hacia el río Derwent para descargar su carga a Risdon Zinc Works de EZ Industries, aguas arriba de Hobart y aproximadamente 3 kilómetros (1,9 mi) desde el puente. Los 1,025 m (3.363 ft) de largo del viaducto principal del puente estaba compuesto por un tramo de navegación principal central, dos tramos de navegación secundarios flanqueantes y diecinueve tramos de acceso. El barco se desvió de su rumbo cuando se acercaba al puente, en parte debido a la fuerte corriente de marea pero también a la falta de atención del capitán del barco, el capitán Boleslaw Pelc. Inicialmente acercándose al puente a 15 km/h (9.2 mph), Pelc redujo la velocidad del barco a una velocidad «segura». Aunque el Lake Illawarra era capaz de pasar por el tramo de navegación central del puente, Pelc intentó pasar por uno de los tramos orientales.
A pesar de varios cambios de rumbo, el Lake Illawarra resultó inmanejable debido a que no tenía suficiente dirección. Desesperado, Pelc ordenó «marcha atrás a máxima velocidad», momento en el que se perdió todo el control. El barco se desvió hacia el puente a medio camino entre el tramo de navegación central y la costa este, chocando con el encepado de los pilares 18 y 19, provocando tres tramos sin soporte y un sección de la carretera de 127 m (417 ft) se estrelló contra el río y la cubierta del barco. El Lake Illawarra se escoró a estribor y se hundió en cuestión de minutos a poca distancia hacia el sur, en 35 m (115 ft) de agua. Siete miembros de la tripulación quedaron atrapados y se ahogaron. El posterior Tribunal de Investigación Marítima determinó que Pelc no había manejado el barco de manera adecuada y marinera, y su certificado fue suspendido por seis meses.

Como la colisión se produjo un domingo por la tarde, había relativamente poco tráfico en el puente. Si bien no había ningún automóvil circulando entre los pilones 18 y 19 cuando esa sección se derrumbó, cuatro automóviles pasaron por encima del espacio, matando a cinco ocupantes. Dos conductores lograron detener sus vehículos en el borde, pero no antes de que sus ruedas delanteras cayesen sobre el borde del tablero del puente. Uno de estos coches contenía a Frank y Sylvia Manley en su Holden Monaro.
Sylvia Manley: "A medida que nos acercábamos, era una noche con niebla... no había luces en el puente en ese momento. Simplemente pensamos que había habido un accidente. Redujimos la velocidad a unos 40 kilómetros por hora (25 mph) y yo estaba mirando por la ventana, buscando desesperadamente ver el auto... lo que estaba pasando en el puente. No pudimos ver nada pero seguimos viajando. Lo siguiente que le dije a Frank fue: "¡El puente ya no existe!" Y simplemente aplicó los frenos y nos quedamos sentados balanceándonos. Mientras estábamos sentados allí, no podíamos ver nada en el agua. Todo lo que podíamos ver era un gran remolino de agua y aparentemente el barco se estaba hundiendo. Entonces con eso, abrimos la puerta del auto y salté".
Frank Manley: "[Sylvia] dijo: "La línea blanca, la línea blanca ha desaparecido. ¡Detente! "Simplemente pisé el freno y dije: "No puedo, no puedo, no puedo parar". " Y lo siguiente que hicimos fue colgarnos del hueco... cuando abrí la puerta, pude ver, más o menos, ver el agua... y simplemente me lancé hacia la parte trasera del auto y me agarré del reposacabezas como si eso para moverme. Hay una gran bandeja de transmisión automática debajo [del auto] – sobre eso se balanceaba."
En el otro coche viajaban Murray Ling, su esposa Helen y dos de sus hijos. Estaban cruzando el puente en los carriles en dirección este cuando se apagaron las luces del tramo: «Sabía que algo malo debía haber sucedido, así que reduje la velocidad». Luego, Ling notó que varios autos delante de él aparentemente desaparecían mientras conducían directamente hacia el borde, por lo que pisó el freno. Detuvo el auto a centímetros del precipicio. Un coche que le seguía, sorprendido por la parada inesperada, chocó contra la parte trasera del coche de Ling, empujando sus ruedas delanteras sobre la brecha. Él también salió del auto junto con su joven familia, luego se quedó horrorizado cuando otros dos autos ignoraron sus intentos de hacerles señas para que se detuvieran, pasaron corriendo (uno de los cuales en realidad giró para evitarlo) y se precipitaron por el borde hacia el río. Un autobús cargado y lleno de gente giró bruscamente y patinó, estrellándose contra las barandillas laterales después de que Ling le hiciera señas para que bajara.

## Respuesta de emergencia

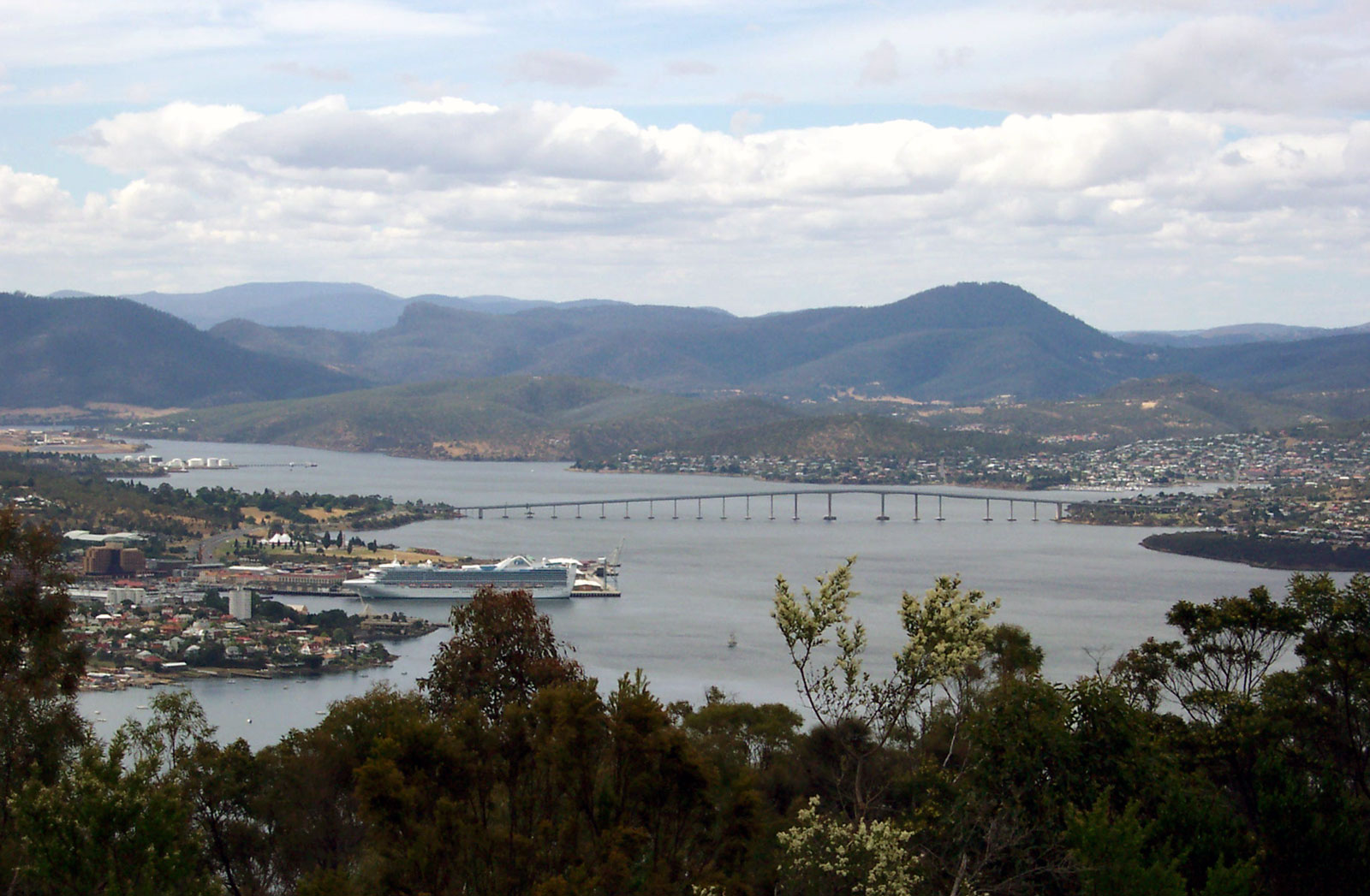
Vista del puente tal como estaba en 2006.

Los ciudadanos que vivían cerca llegaron temprano al lugar, incluso antes de que el Lake Illawarra se hundiera. Tres de ellos fueron Jack Read en su yate H28 Mermerus; David Read en una pequeña lancha; y Jerry Chamberlain, que tenían sus barcos amarrados en la cercana bahía de Montagu. Estos y otros, y muchos residentes de la costa, fueron responsables de salvar a muchos miembros de la tripulación del Lake Illawarra. Los que viajaban en pequeñas embarcaciones actuaron solos en circunstancias muy difíciles, con hormigón cayendo, cables con corriente y agua de una tubería rota en lo alto, hasta que la policía del agua llegó al lugar. Un gran número de otras organizaciones participaron en la respuesta de emergencia, incluida la policía, el servicio de ambulancias, los bomberos, la agencia de gestión de emergencias, la junta marítima, el Hospital Royal Hobart, la Hobart Tug Company, el Departamento de Obras Públicas, la Comisión de Transporte y la Comisión Hidroeléctrica., la Junta Regional de Aguas de Hobart, el Ejército Australiano y la Armada Real Australiana . A las 2:30 de la mañana, un equipo de buceo de autorización de la Armada de catorce hombres voló a Hobart para ayudar a la policía acuática en la recuperación de los vehículos que se habían salido del puente. El 7 de enero se identificaron dos vehículos; uno fue rescatado ese día y el segundo tres días después. El 8 de enero se encontró otro vehículo enterrado bajo los escombros. 
El 13 de enero se completó un estudio exhaustivo de los restos del naufragio del Lake Illawarra. Los buzos operaron en condiciones peligrosas, con poca visibilidad y fuertes corrientes del río, enfrentándose a escombros del puente, como concreto destrozado, varillas de acero reforzado, barandillas, tuberías, luces, alambres y cables eléctricos. Los fuertes vientos del tercer día derribaron escombros del puente de arriba, incluidos cables eléctricos, poniendo en peligro a los buzos que trabajaban debajo.

## Víctimas
En total murieron doce personas en el desastre: siete tripulantes del Lake Illawarra y cinco automovilistas.
- Robert Rezek[8]
- Thomas Elvet Jones (declarado muerto en 2015)[9]

## Impacto

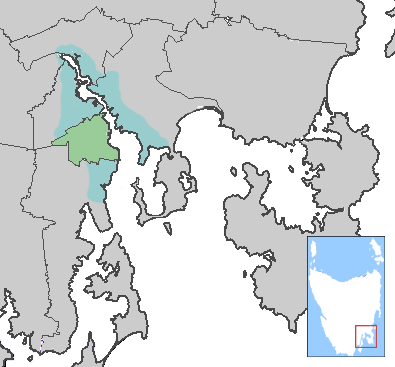
Geografía de Hobart, que muestra la parte principal de la ciudad en el oeste (verde) y los suburbios exteriores (azul).

### Aislamiento
El colapso del puente de Tasmania aisló dos lados de la ciudad que dependían en gran medida de él para la mayoría de las actividades diarias. El 30% de los residentes de Hobart vivían en la costa este y estaban efectivamente aislados. El día después del incidente, cuando 30 000 residentes se dispusieron a trabajar, descubrieron que el antiguo viaje de tres minutos por el puente se había convertido en un viaje de 90 minutos.
La gente de la costa oriental quedó rápidamente aislada, ya que la mayoría de las escuelas, hospitales, empresas y oficinas gubernamentales estaban ubicadas en la costa occidental. Antes del desastre, muchos servicios en la costa oriental carecían gravemente. El acceso a los servicios médicos en particular planteó problemas para los residentes del este, ya que los servicios consistían únicamente en clínicas locales. Los hospitales de Hobart (el Royal Hobart Hospital y el Calvary Hospital) estaban ubicados en la costa occidental. Lo que antes era un corto trayecto a través del río se convirtió en un recorrido de 48 kilómetros (30 mi) de viaje por el otro puente del estuario en Bridgewater. La mayoría de las actividades culturales de Hobart, como teatros, cines, museos y galerías de arte, restaurantes, lugares de reunión, salas de conferencias y jardines botánicos, estaban ubicadas en la costa occidental.

### Ferries de reemplazo
Una hora después del incidente, Sullivans Cove Ferry Company inició servicios a través del río y continuó con sus servicios durante toda la noche. Al día siguiente había tres ferries privados, mientras que el Kosciusko, el Lady Ferguson y el Lady Wakehurst fueron prestados por la Comisión de Transporte Público de Sídney. El MV Cartela, que realizaba excursiones en el Derwent, entró en servicio como ferry para cruzar el río.

### Efectos sociales
El desastre provocó una variedad de dificultades sociales y psicológicas. Aunque comparativamente menor en términos de pérdidas de vidas y daños, presentó un problema más allá de la capacidad de la comunidad para resolverlo. El desastre tuvo características únicas y ocurrió en un momento en que no se comprendían bien los efectos de los desastres en las comunidades. «Las oportunidades para que la comunidad participara en la respuesta al desastre y la restauración física de la infraestructura fueron mínimas debido a la naturaleza del evento. Es probable que esta falta de participación de la comunidad haya contribuido a la naturaleza duradera de los efectos del desastre. en varios individuos».
Un estudio de datos policiales encontró que en los seis meses posteriores al desastre, la delincuencia aumentó un 41% en la costa este, mientras que la tasa en el lado occidental de la ciudad disminuyó. El robo de automóviles aumentó casi un 50% en la comunidad aislada, y las peleas y quejas vecinales aumentaron un 300%. La frustración y la ira se dirigieron hacia los servicios de transporte. El progreso visible en la restauración del puente fue lento debido a la necesidad de realizar extensos estudios submarinos de los escombros y al tiempo requerido para el diseño de la reconstrucción. «Sin embargo, las colas del ferry sirvieron de ayuda al proporcionar un foro donde personas con mucho en común podían expresar su frustración». Un estudio sociológico describió cómo el aislamiento físico condujo a la desvinculación (el abandono de los vínculos que constituyen el tejido de la vida social normal). La pérdida del Puente Tasman en Hobart desconectó dos partes de la ciudad y tuvo efectos de gran alcance en las personas separadas.
El desastre contribuyó en gran medida a que los servicios de ferry fueran el salvavidas para las personas que necesitaban cruzar el río para realizar su trabajo diario. Bob Clifford era el principal operador de ferries en ese momento y rápidamente construyó más de sus pequeñas embarcaciones de aluminio, utilizando su empresa Sullivans Cove Ferry Company. Más tarde se convirtió en el principal constructor naval de Tasmania con una empresa que continúa hoy en día, llamada Incat.

## Reconstrucción

### Reparando el puente

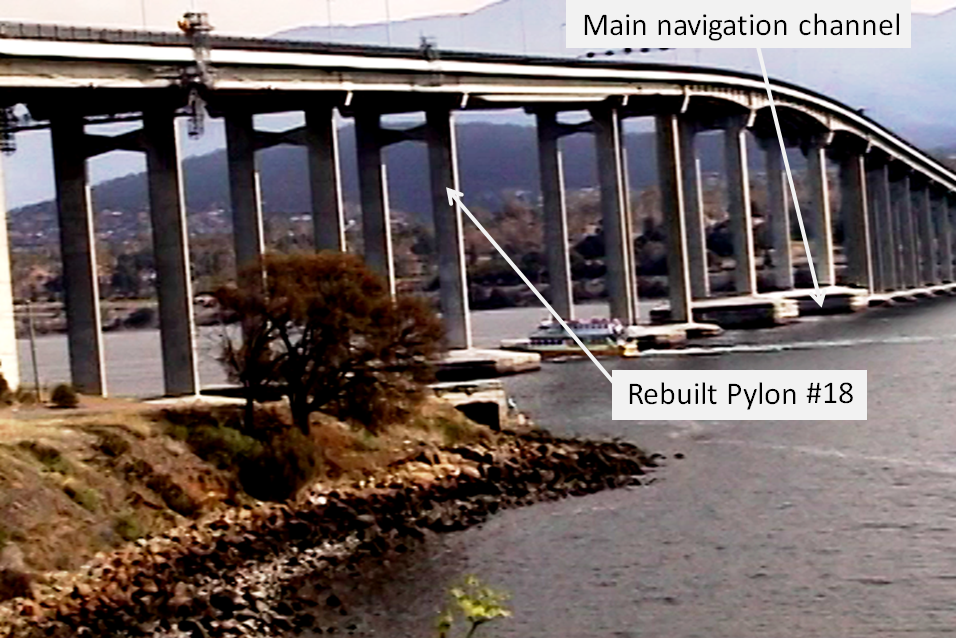
Vista desde la costa este que muestra el pilón n.° 18 reconstruido. El pilón número 19 no fue reconstruido.

En marzo de 1975, se nombró una Comisión Conjunta de Restauración del Puente de Tasmania para restaurar el Puente de Tasmania. El Gobierno Federal acordó financiar el proyecto, que comenzó en octubre de ese año. La reconstrucción incluyó la modificación de todo el puente para dar cabida a un carril de tráfico adicional, lo que permitió un sistema de «flujo de marea» en el período pico de tres carriles para el flujo principal y dos para el flujo menor. Aproximadamente un año después del colapso del puente, un puente Bailey temporal de dos carriles 788 m (2.585 ft) de largo, que une las costas oriental y occidental del Derwent.
Especialistas en ingeniería marina llevaron a cabo una extensa investigación para localizar los restos del puente. Este estudio tardó varios meses en completarse, y partes del puente que pesaban hasta aproximadamente 500 toneladas se localizaron con precisión utilizando equipos desarrollados por la Universidad de Tasmania y el Departamento de Obras Públicas. Maunsell and Partners fueron designados consultores para el proyecto de reconstrucción. La empresa John Holland se adjudicó el contrato de construcción. Los ingenieros decidieron no reemplazar el muelle 19 porque había demasiados escombros en el sitio. El Puente Tasman fue reabierto el 8 de octubre de 1977, casi tres años después de su colapso. Los gastos anuales en la reconstrucción del Puente Tasman fueron de 1,7 millones de dólares en 1974-1975; 12,3 millones de dólares en 1975-76; 13,2 millones de dólares en 1976–77 y 6,1 millones de dólares en 1977–78.
El diseño de ingeniería del Puente de Tasman proporcionó defensas absorbentes de impactos para los encepados del tramo de navegación principal capaces de resistir una colisión indirecta de un barco grande, pero todos los demás muelles estaban desprotegidos. Este desastre comparte algunas características comunes con el colapso del Sunshine Skyway Bridge en Florida en 1980, el desastre del puente I-40 en Oklahoma en 2002 y el derrumbe del puente Francis Scott Key en Baltimore en 2024, los tres con colisiones con barcos. Cuando el tráfico fluvial «comprende buques de gran tamaño, incluso a baja velocidad, las consecuencias del fallo del muelle pueden ser catastróficas». En el campo de la ingeniería estructural, el concepto de puentes con «pilar redundante» se refiere a una superestructura de puente que no colapsa cuando se retira un solo pilar. En Australia se han construido dos puentes con muelles redundantes: sobre el río Murray en Berri y en la isla de Hindmarsh en Australia del Sur. Actualmente, consultores especializados evalúan periódicamente la probabilidad de impacto de un barco al diseñar puentes importantes. Una solución es proteger los pilares de los puentes mediante el refuerzo o la construcción de barreras resistentes a los impactos.

El desastre provocó cambios en las regulaciones relativas a los movimientos marítimos en el río Derwent. En 1987, se instaló cerca del puente un sistema de sensores que miden las corrientes de los ríos, la altura de las mareas y la velocidad del viento para proporcionar datos sobre los movimientos de los barcos en la zona. El Reglamento Marítimo y de Seguridad (Pilotaje y Navegación) (2007) contiene disposiciones específicas relacionadas con el Puente, por ejemplo:
"El capitán de una embarcación que se acerque al Puente para navegar a través de un tramo deberá (a) tener la embarcación totalmente bajo control; y (b) navegar la embarcación con todo el cuidado posible a la velocidad mínima requerida para pasar con seguridad bajo el puente".
Los buques de más de cierto tamaño deben ser pilotados, y los movimientos de vehículos en el puente se detienen temporalmente cuando los buques grandes pasan por debajo del puente. Como precaución adicional, ahora es obligatorio que la mayoría de los buques grandes cuenten con un remolcador mientras transitan por el puente en caso de que se requiera asistencia con la tercera clase.

### Desarrollo en la costa este

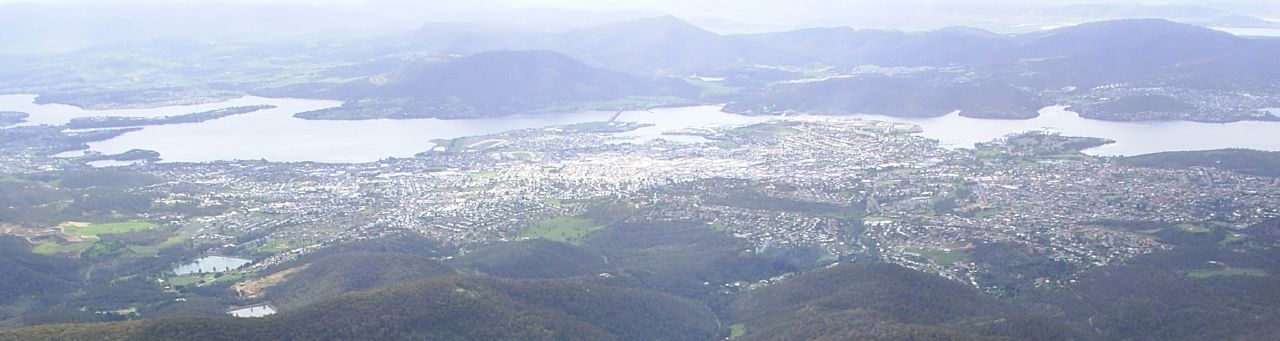
Panorama de 2005 de Hobart que ilustra el alcance de la dependencia de la ciudad del Puente de Tasman.

El desastre estimuló el desarrollo en Kingborough, un municipio al sur de Hobart en la costa occidental, debido a los tiempos de viaje reducidos para los trabajadores de la costa occidental en comparación con la costa este. La costa oriental finalmente se convirtió en una comunidad más autónoma, con un mayor nivel de empleo y mejores servicios y comodidades que antes del desastre. El desequilibrio anterior entre instalaciones y oportunidades de empleo se corrigió como resultado del desastre.
En 1984 se completó un nuevo puente que cruza el río, el Puente Bowen, a pocos kilómetros al norte del Puente de Tasmania.

## Monumento

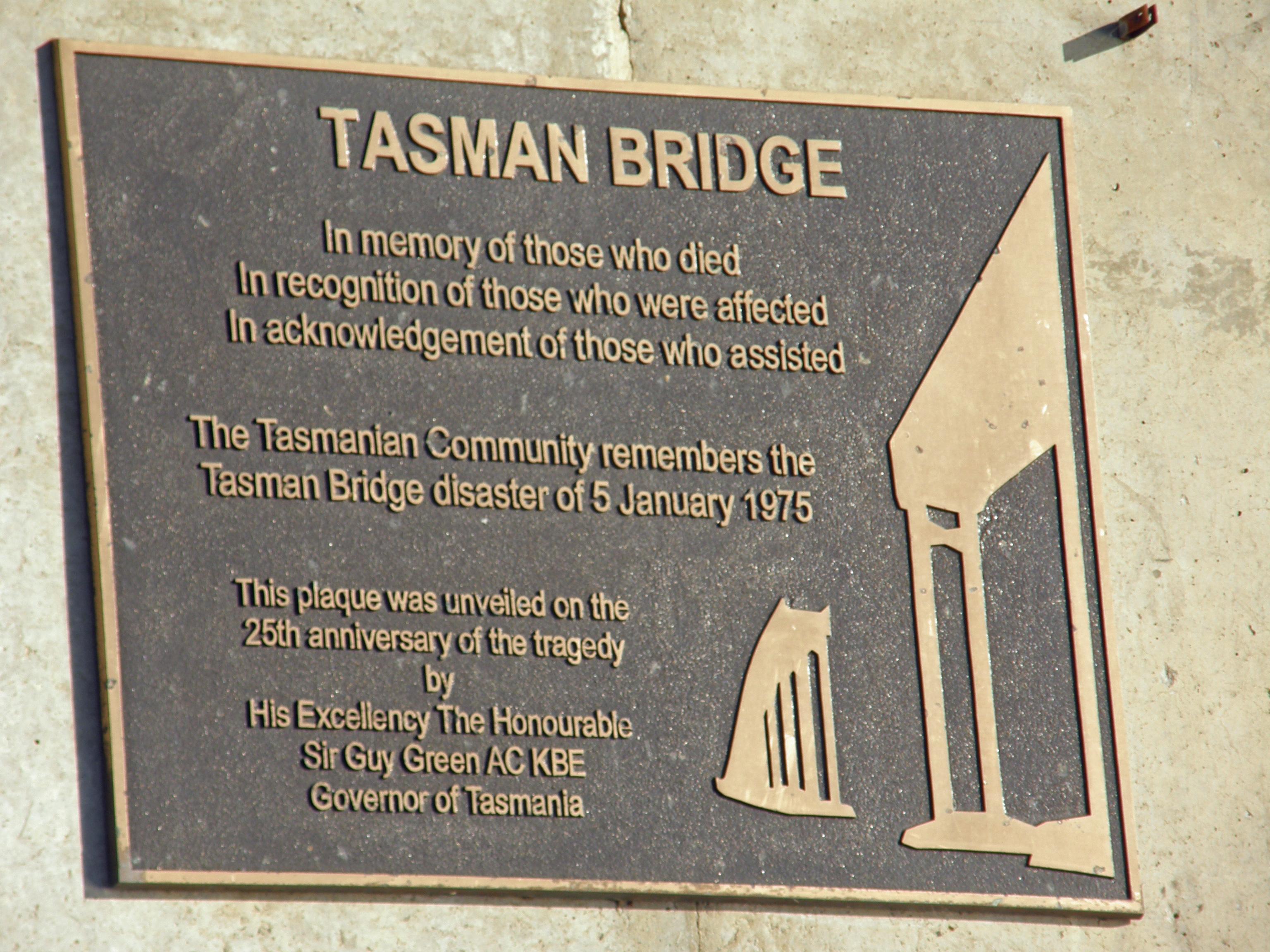
Una placa en el costado del soporte del puente oriental.

Con motivo de la reapertura, el sábado 8 de octubre de 1977 se celebró un pequeño servicio, dirigido por miembros del Consejo de Iglesias de Tasmania. Finalmente se celebró un gran servicio conmemorativo 25 años después del desastre, en enero de 2000. En su discurso ante la reunión, el primer ministro de Tasmania, Jim Bacon, afirmó que algunas personas todavía luchaban con el recuerdo de sus efectos y elogió la resiliencia de la comunidad para hacer frente al desastre. El entonces gobernador, Sir Guy Green, describió el dolor y la pérdida de seres queridos y la perturbación social y económica. Rindió homenaje a los esfuerzos del personal de los servicios de emergencia en la respuesta al desastre. Dijo que «la costa oriental se había vuelto más autosuficiente después de la tragedia» y que «los tasmanos eran ahora más fuertes, más autosuficientes y maduros». Se colocó una placa que conmemora la tragedia en el soporte del puente principal en la costa este.

## Lectura adicional
- Lewis, T. (1999). Derwent Divided: the story of Lake Illawarra, the Tasman Bridge and the 1975 disaster. Darwin: Tall Stories. ISBN 0-9577351-1-1.
- Ludeke, M. (2006). Ten events shaping Tasmania's history. Hobart, Tasmania: Ludeke. ISBN 0-9579284-2-4.
- Johnson, S. (noviembre de 1977). «Over the Edge!». Reader's Digest.

- Datos: Q7687390
- Multimedia: Tasman Bridge disaster / Q7687390